# Kirche der Heiligen Muttergottes (Latakia)
Die Kirche der Heiligen Muttergottes (arabisch كنيسة السيدة العذراء مريم, DMG Kanīsat as-Sayyida al-ʿAḏrāʾ Maryam, armenisch Սուրբ Աստուածածին Եկեղեցի Surb Astwazazin jekeghezi), Kirche Unserer Frau (arabisch كنيسة السيدة العذراء, DMG Kanīsat as-Sayyida al-ʿAḏrāʾ) oder Armenische Kirche der Jungfrau Maria (arabisch كنيسة السيدة العذراء للأرمن الأرثوذكس, „Kirche unserer Frau Jungfrau für die orthodoxen Armenier“) ist die Kirche der armenisch-apostolischen Christen in Latakia in Syrien.

## Standort
Die Kirche steht im „Burgviertel“ von Latakia (al-Qalaa, حي القلعة) in einem Wohnquartier namens Kidun, in dem viele Armenier leben, in einem Karree nördlich der Abdel-Rahman-al-Ghafiqi-Straße (شارع عبدالرحمن الغافقي), westlich der Maysaloun-Straße (شارع ميسلون), östlich der Al-Muthanna-Ibn-Haritha-Straße (شارع المثنى بن حارثة) und südlich der östlichen Verlängerung des Suq al-Sagha (سوق الصاغة, „Goldschmiede-Markt“).

## Geschichte
Die armenisch-apostolische Kirche von Latakia wurde 1254 fertiggestellt. Damit ist sie nach der Nikolauskirche und der Kirche der Heiligen Jungfrau die drittälteste erhaltene Kirche der Stadt Latakia. Sie wurde erbaut von armenischen Pilgern, die auf dem Weg von Kleinasien und Kilikien nach Jerusalem durch Latakia kamen. Auch der Khan als Unterkunft neben der Kirche wurde von den Armeniern errichtet. Dieser Khan existiert noch immer und wird heute als Schule genutzt. Kirche und Khan dienten als Kloster St. Jakob des Patriarchats von Jerusalem der Armenischen Apostolischen Kirche. Nach dem Völkermord an den Armeniern gelangten zahlreich armenische Flüchtlinge nach Syrien, und viele kamen in der unmittelbaren Umgebung der armenischen Kirche von Latakia unter, wo sich ein kleines armenisches Quartier bildete. Die Gegend wurde von den Armeniern Huki Dun (Հոգի Տուն, „Haus der Seele“) genannt, was zu Kidun (Գիտուն, كيدون) abgekürzt oder auch „Kidun der Armenier“ (كيدون الارمن) genannt wurde. Das Kloster wurde in die armenische St.-Jakob-Schule umgewandelt, an der die Schüler neben Arabisch auch Armenisch, Englisch und Französisch unterrichtet wurden. 1965 erhielt die Schule den Namen „Schule der Märtyrer“ (مدرسة الشهداء) und erhielt eine Sondergenehmigung, neben dem staatlich vorgeschriebenen Programm auch Armenisch zu unterrichten. Als Hafiz al-Assad Präsident Syriens war, wurde in den Jahren von 1995 bis 1997 unter Leitung des Ingenieurs Boghos Kazarian und des Architekten Hrach Moradian die Kirche renoviert. Dabei wurden Betonelemente und Fliesen entfernt und ein ursprünglicherer Zustand der Kirche wieder hergestellt. In der Regierungszeit von Baschar al-Assad wurde auch die baufällige Schule restauriert.
Nach der Eroberung der überwiegend von Armeniern bewohnten Kleinstadt Kessab an der Grenze zur Türkei durch von letzterer unterstützte islamistische Terrorgruppen, darunter die al-Nusra-Front, am 24. März 2014 im syrischen Bürgerkrieg floh praktisch die gesamte dortige Bevölkerung, von denen die meisten, etwa 2000 Menschen, nach Latakia kamen. Viele von ihnen kamen in der Kirche und in der Schule im „Kidun der Armenier“ unter. Auf Grund dessen kam eine von Samvel Farmanyan geleitete armenische Parlamentsdelegation nach Latakia. Am 15. Juni 2014 gelang es der syrischen Armee, Kessab und Umgebung zurückzuerobern, woraufhin bereits am nächsten Tag einige Familien zurückkehrten. Nach Angaben des Bürgermeisters Kessab, Sebukh Kurkcuyan, lebten im Jahre 2016 noch immer einige Kessabtzis in Latakia, doch planten die meisten nach seiner Einschätzung die Rückkehr.

## Architektur
Die aus hellem Sandstein gemauerte Kirche hat einen ursprünglich rechteckigen Grundriss und hat ein von Steinbögen getragenes Satteldach. In der Mitte befindet sich der Glockenturm mit sechseckigem Querschnitt und Spitzdach, der in späteren Perioden hinzugefügt wurde. Durch Anbauten an der Nord- und Südseite hat die Kirche eine Kreuzform angenommen. Über dem Eingang zur Kirche befindet sich eine Marmortafel, die in armenischer Sprache an die Fertigstellung im Jahre 1254 erinnert.